# روز یاپ
روز یاپ یک تعطیلات رسمی در آبخوست یاپ، ایالت یاپ، ایالات فدرال میکرونزی است. این مراسم، هر سال در روز نخست ماه مارس بر پایه فرهنگ سنتی مردم یاپ برگزار می‌شود. رقص محلی و مسابقه، از فعالیت‌های معمول در این زمان است.

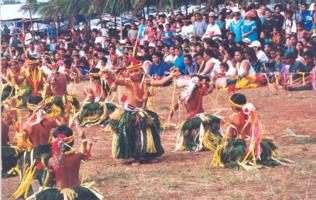
زنان در حال رقص در مراسم روز یاپ

## تاریخ
در ۱۹۶۸ کنگره ایالت یاپ برای حفظ فرهنگ یاپ، «روز منطقه یاپ» را پایه گذاشت. روز یکم مارس انتخاب شد زیرا به خاطر خشک بودن این وقت سال، دلپذیرترین فصل بود. در مارس ۱۹۷۹ نام این روز به «روز یاپ» تغییر کرد.

## رویدادها

### گذشته
در ۱۹۹۰ فعالیت‌های روز یاپ، دو، دوچرخه‌سواری، ژانگولربازی، مسابقه طناب‌کشی، خرد کردن نارگیل، سبدبافی و پنج شیوه رقص بودند.

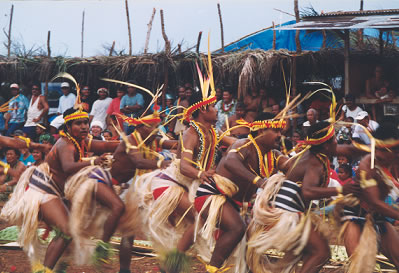
مردان در حال رقص در مراسم روز یاپ

### امروز
هر سال یکی از روستاهای تومیل، میزبان مراسم و فراهم کننده خوراک سنتی و غربی است. پیش از مراسم اصلی، رقص‌ها تمرین می‌شوند. رقص روز یاپ، شیوه‌ای داستان‌سرایی است. بیگانه‌های خارجی، حق شرکت در مراسم را داشته ولی حق شرکت در رقص را ندارند. رقابت‌ها شامل خال‌کوبی سنتی، مسابقه، و بازی‌های سنتی می‌شوند. «انجمن ناوبری سنتی یاپ» مسابقه ساخت و برگزاری کانوهای سنتی را برگزار می‌کند. در روز پایانی، «دفتر بازدیدکنندگان یاپ» مراسم خوش‌آمدگویی به آبخوست یاپ را برگزار می‌کند.